# عبير (اسم)
عبير اسم علم مؤنث عربي. ومعناه الرائحة الطيبة، من أخلاط الطيب مع الزعفران، العطر الحسن الفائح. ويقال عبير من الورد أي عطر فائح من الورد.